# Holčíkovce
Holčíkovce est un village de Slovaquie situé dans la région de Prešov.

## Histoire
Première mention écrite du village en 1408.

## Démographie

### Évolution de la population
| Année:               | 1994. | 2004. | 2014.   | 2024.   |
| -------------------- | ----- | ----- | ------- | ------- |
| Nombre de personnes: | 470   | 470   | 425     | 419     |
| Différence:          |       | +0 %  | -9,57 % | -1,41 % |

| Année:               | 2023. | 2024.   |
| -------------------- | ----- | ------- |
| Nombre de personnes: | 416   | 419     |
| Différence:          |       | +0,72 % |